# اوروکسیلین ای
اوروکسیلین ای (به انگلیسی: Oroxylin A) با فرمول شیمیایی C۱۶H۱۲O۵ یک ترکیب شیمیایی است. که جرم مولی آن ۲۸۴٫۲۶ g/mol می‌باشد.